# Чугунов, Глеб Сергеевич
Глеб Серге́евич Чугуно́в (род. 17 декабря 1999, Салават, Башкортостан) — польский и российский спидвейный гонщик.  Бронзовый призёр Кубка мира по спидвею в составе сборной России. Чемпион мира 2018 и 2019 гг. в командном зачете. Чемпион России, Швеции и Польши в командном зачёте.

## Карьера
Воспитанник школы спидвея города Салават. В составе юношеской команды СК «Салават» в 2012-2014 гг. добился ряда успехов в соревнованиях класса 80 и 250 см3, после чего перед сезоном 2015 г. вместе с сокомандником Романом Лахбаумом перешёл в тольяттинский клуб Мега-Лада.
Дебютировал в КЧР в сезоне 2015 года, став самым эффективным юниором команды по набранным очкам, а также выиграл чемпионат России среди юниоров до 19 лет. В 2016 г. повторил этот успех.
В 2017 г. вошёл в состав сборной России на Кубок мира в качестве обязательного юниора-запасного, однако после дисквалификации Григория Лагуты из-за использования мельдония ехал по его основной сетке, набрав 11 очков в гонке рейс-офф и 3 очка в финале, внеся свой вклад в завоевание бронзы Кубка мира. В том же 2017 году стал чемпионом России среди юниоров до 21 года.
В 2018 и 2019 гг. вместе с Эмилем Сайфутдиновым и Артёмом Лагутой становился чемпионом мира в составе сборной России.
В 2020 году получил польское гражданство и польскую спидвейную лицензию, что означает возможность участия в международных соревнованиях в составе сборной Польши.

### Среднезаездный результат
| Лига        | 2015            | 2016               | 2017              | 2018                 | 2019                 | 2020                 | 2021                 |
| ----------- | --------------- | ------------------ | ----------------- | -------------------- | -------------------- | -------------------- | -------------------- |
| Флаг России | 1,600 Мега-Лада | 1,333 Мега-Лада    | 1,851 Мега-Лада   | 2,077 Мега-Лада      | 1,788 Мега-Лада      | -                    | -                    |
| (E)         | -               | -                  | -                 | 1,208 Спарта Вроцлав | 1,361 Спарта Вроцлав | 1,765 Спарта Вроцлав | 1,698 Спарта Вроцлав |
| (I)         | -               | 1,000 Колеяж Ополе | 1,889 Ожель Лодзь | -                    | -                    | -                    | -                    |
| (E)         | -               | -                  | -                 | 1,000 Роспиггарна    | 1,780 Смедерна       | -                    | 1,941 Смедерна       |

## Достижения
| - Чемпионат России по спидвею среди юношей: в командном зачёте —3 место (2012, 80 см3), 2 место (2013, 80 см3), 1 место (2013, 2014, 250 см3) в личном зачёте — 1 место (2014, 250 см3) - Чемпионат России по спидвею среди юниоров до 19 лет: в личном зачёте — 1 место (2015, 2016), 3 место (2017) - Чемпионат России по спидвею среди юниоров до 21 года: в командном зачёте — 1 место (2018), 2 место (2015, 2017), 3 место (2016) в личном зачёте — 1 место (2017) - Чемпионат России по спидвею в командном зачёте — 1 место (2017), 2 место (2019), 3 место (2015, 2016, 2018) в парном зачёте — 1 место (2017), 2 место (2015), 3 место (2018) | На международных соревнованиях Юниорские соревнования ЛЧМЮнош — 6 место (2014, 250 см3), 12 место в ½ финала (2013, 80 см3) ЛЧЕЮнош — 11 место в ½ финала (2013, 85 см3) ЛЧМЮ — 9 место в ½ финала (2016), 6 место в ½ финала (2017), 15 место (2018, принял участие в 1 финале из 3), 4 место (2019) КЧМЮ — 2 место в ½ финала (2016) ЛЧЕЮ — 6 место в ½ финала (2016), 5 место (2017, U19), 4 место (2017, U21), 8 место в ½ финала (2018, U21) КЧЕЮ — 3 место в ½ финала (2017, 2019), 1 место (2021 ) Взрослые соревнования ЛЧМ — 16 место (2020), 19 место (2021 ) ЛЧЕ — 25 место (2016, запасной 1 этапа) ККМ — 3 место (2017) Speedway of Nations — 1 место (2018, 2019) Гран-При Челлендж 2018 – 13 место Гран-При Челлендж 2019 – 7 место в ½ финала Гран-При Челлендж 2020 – 10 место в ½ финала |

#### Мировая серия Гран-При
| Сезон | Номер | 1      | 2      | 3      | 4      | 5    | 6    | 7    | 8    | 9   | 10   | 11   | Место | Очки |
| ----- | ----- | ------ | ------ | ------ | ------ | ---- | ---- | ---- | ---- | --- | ---- | ---- | ----- | ---- |
| 2020  | 16    | POL1 7 | POL2 9 | POL3   | POL4   | CZE1 | CZE2 | POL5 | POL6 |     |      |      | 16    | 16   |
| 2021  | 16    | CZE1   | CZE2   | POL1 3 | POL2 5 | POL3 | POL4 | SWE  | RUS  | DEN | POL5 | POL6 | 19    | 8    |